# Blatno (district de Louny)
Pour les articles homonymes, voir Blatno.
Blatno (en allemand : Pladen) est une commune du district de Louny, dans la région d'Ústí nad Labem, en République tchèque. Sa population s'élevait à 507 habitants en 2021.

## Géographie
Blatno se trouve à 40 km au nord de Plzeň, à 42 km au sud-ouest de Louny, à 79 km au sud-ouest d'Ústí nad Labem et à 75 km à l'ouest de Prague.
La commune est limitée par Lubenec au nord-ouest et au nord, par Vroutek au nord-est, par Kryry et Krty à l'est, par Velečín, Pastuchovice et Žihle au sud, et par Tis u Blatna au sud-ouest.

## Histoire
La première mention écrite du village date de 1253.

## Transports
Par la route, Blatno se trouve à 21 km de Podbořany, à 48 km de Karlovy Vary, à 56 km de Louny, à 44 km d'Ústí nad Labem  et à 100 km de Prague.